# 오이촌 (오카야마현 기비군)
오이촌(일본어: 大井村)은 일본 오카야마현 기비군에 설치되었던 촌이다. 현재의 오카야마시 기타구의 일부에 해당한다.